# Смолій Яків Васильович
Яків Васильович Смолій (нар. 1 лютого 1961, село Вербовець Лановецького району Тернопільської області) — український банкір. Колишній голова НБУ (15.03.2018 — 03.07.2020), у минулому — перший заступник Голови НБУ (курував готівковий обіг, IT і платіжні системи). Член Правління НБУ. Кандидат економічних наук.
З 28 березня 2018 року по 17 серпня 2020 року Член РНБО.

## Життєпис
Яків Смолій народився 1 лютого 1961 року в селі Вербовець Лановецького району Тернопільської області.

### Освіта
1983 року закінчив Львівський університет ім. Франка за спеціальністю «Прикладна математика», здобувши кваліфікацію математика.

### Кар'єра
1981—1983 — під час навчання у Львівському університеті, працював лаборантом науково-дослідного сектора цього вишу.
1983—1987 — інженер-програміст, математик, молодший науковий співробітник Тернопільського фінансово-економічного інституту (нині національний університет).
1987—1991 — інженер-програміст, старший інженер-програміст, начальник бюро заводу «Оріон».
1991—1994   провідний інженер, начальник комп'ютерного відділу, заступник начальника Тернопільського обласного управління Національного банку України.
1994 — 2005 — начальник управління автоматизації, а пізніше — заступник голови правління банку «Аваль». Майже одразу Смолій став одним із акціонерів банку, наприкінці 2004 року володів 1,25 % акцій банку. 2005 року «Аваль» викупила австрійська Raiffeisen Group, після цього Смолій продав свої акції і покинув банк.
2006—2014 — директор з питань банківського бізнесу товариства «Престиж-груп». Новий банк «Престиж» зареєстрували колишні акціонери «Авалю». Яків Смолій став одним із десяти засновників та очолив Наглядову раду банку «Престиж».
З 25 квітня 2014 — заступник Голови НБУ. Керував готівковим обігом банку, IT та платіжними системами, Банкнотно-монетним двором, Фабрикою банкнотного паперу, Центральним сховищем НБУ та Державною скарбницею України.
З 25 жовтня 2016 — перший заступник Голови Національного банку України.
Від 11 травня 2017 — виконувач обов'язків Голови Національного банку на час безстрокової відпустки Валерії Гонтаревої.
З 15 березня 2018 — призначений Головою Національного банку України за рішенням Верховної ради України. 1 липня 2020 подав у відставку. 2 липня у Раді зареєстрували президентський проєкт постанови про звільнення Смолія.
1 липня 2020-го Смолій подав у відставку з посади керівника НБУ, пояснивши це політичним тиском на НБУ.
Це викликало деякий резонанс у ЗМІ. Зокрема, п'ятий президент Петро Порошенко заявив, що необхідно зупинити відставку, забезпечивши незалежність НБУ.
3 липня Верховна Рада проголосувала 286 голосами «за» відставку Смолія.

## Голова НБУ
З 15 березня 2018 — Голова НБУ за рішенням Верховної ради України.
2 березня 2018 Смолій зазначав, що НБУ готує оновлення стратегії розвитку фінансового сектора України (зокрема на часовому проміжку 2020—2025). Вперше була розроблена стратегія НБУ, яка встановлює цілі регулятора на середньострокову перспективу. НБУ встановив 7 орієнтирів: відновлення кредитування, плавний перехід до вільного руху капіталу, забезпечення регулювання фінансового сектора та розвиток фінансової інклюзії.
НБУ планував долучитися до низки трендів фінансової диджиталізації, серед яких:

### Cashless economy
Переведення більшості розрахунків у безготівкову форму:
- рух до європейських банківських стандартів, впровадження Payment Services Directive 2 (PSD2): нові форми фінансових документів і транзакцій, які можна реалізувати в українській СЕП [Архівовано 19 березня 2018 у Wayback Machine.]3;
- впровадження Instant payments — швидкі перекази з гарантією від платника до одержувача, в режимі 24/7/365. Послуги формату P2P на новому етапі української системи електронних платежів (СЕП4);
- впровадження «електронної гривні» — готівки в електронному вигляді (аналог фіатної валюти, що обмінюватиметься за курсом 1:1 до готівки або безготівкових коштів), миттєві транзакції за допомогою мобільного;
- зменшення ресурсів на виготовлення та обслуговування готівки за рахунок переведення її в безготівкову форму;
- передача готівки на обслуговування (зберігання) від НБУ до комерційного сектора;

### Кібербезпека
- будівництво центру з обробки даних НБУ, який зможе надавати послуги резервного копіювання та зберігання інформації й іншим державним установам;
- спорудження в західній Україні касового центру НБУ — сучасного касового вузла зі зберігання та обробки готівки.

Підпис Смолія є на банкнотах четвертого покоління 20 гривень та 500 гривень (2018 року), 50 гривень, 100 гривень, 200 гривень та 1000 гривень (2019 року). У січні 2019 року НБУ почав реалізацію нерозрізаних аркушів банкнот третього покоління номіналів 1 гривня (зразка 2006 року) та 2 гривні (зразка 2004 року) з підписом Смолія, на яких проставлена дата випуску — 2018 рік.
Враховуючи політику НБУ щодо вилучення банкнот гривні низьких номіналів, ці банкноти номіналами 1 та 2 гривні представлені для колекціонерів лише у вигляді нерозрізаних аркушів банкнот, без поштучного випуску для масового обігу.

## Член РНБОУ
28 березня 2018 року Указом Президента України призначений членом Ради національної безпеки і оборони України.

## Науковий ступінь
- Кандидат економічних наук

### Декларація
- Е-декларація [Архівовано 23 лютого 2019 у Wayback Machine.]